# Rejon moskiewski
Rejon moskiewski (biał. Маскоўскі раён, Maskoŭski rajon) – administracyjny rejon Mińska, stolicy Białorusi, położony w południowo–zachodniej części miasta między linią kolejową Mińsk–Brześć i ulicami Wał Miejski, Kalwaryjską, Charkowską, łącznie z placem Niepodległości. Utworzony w 1977 r. w ramach akcji zwiększania liczby rejonów miasta. Na terenie rejonu znajdują się: Dom Rządowy, Miński Miejski Komitet Wykonawczy, HUUS Mińskiego Miejskiego KW, osiem ministerstw, ambasady.

## Gospodarka
Na terenie rejonu działa 45 przedsiębiorstw przemysłowych, w których pracuje 16,5 tysiąca pracowników. Największe z nich to AAT „”Biełmiedpreparaty”, AAT „Hałanteja”, zakłady „Almahor” i „"Kalibr”, Mińska Fabryka Wyborów Silikatowych, SP „Le-Hrand”, SP „Bielita”, TAA „Siwielha”.

## Kultura, nauka i zdrowie

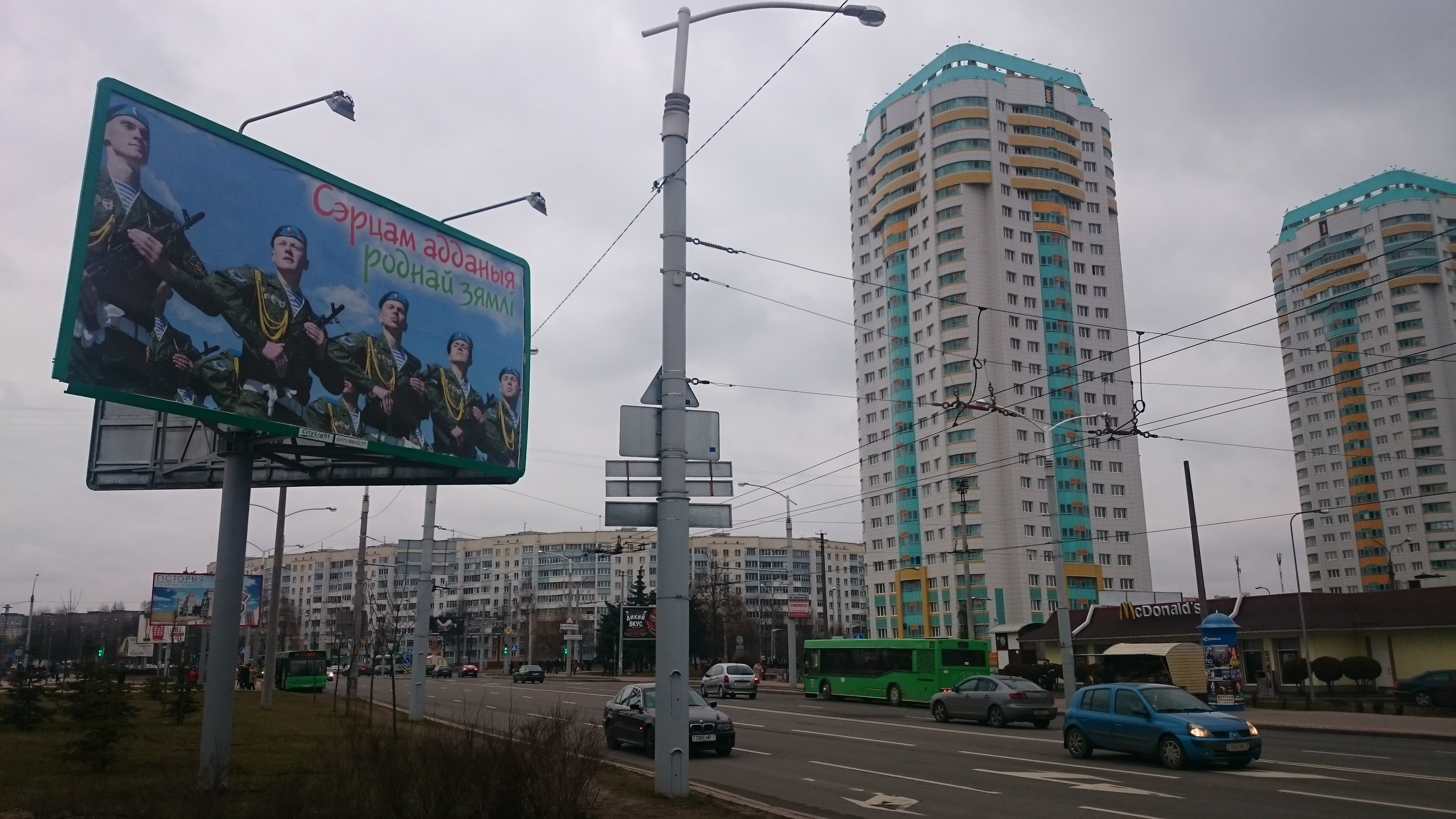
Ul. Gołubiewa

Na terenie rejonu znajdują się główne placówki edukacyjne Białorusi: Białoruski Uniwersytet Państwowy, Białoruski Państwowy Uniwersytet Pedagogiczny im. Maksima Tanka, Białoruski Państwowy Instytut Medyczny. Działa także Państwowy Teatr Muzyczny Republiki Białorusi, Narodowy Teatr Akademicki im. Gorkiego, Republikański Pałac Kultury „Junactwa”, Międzynarodowe Centrum Edukacyjne. Znajdują się też: Republikańskie Centrum Endokrynologiczne, Białoruskie Centrum Naukowo–Praktyczne „Kardiologia”, Republikański Szpital Kliniczny Patologii Słuchu, Głosu i Mowy, szpitale kliniczne nr 4 i 9.
Na terenie rejonu znajduje się szereg pomników, m. in: poległych w czasie II wojny światowej studentów BUP (1975) i Instytutu Pedagogicznego (1975, wzniesiony przez studentów), mozaika „Październik” (1974), znak pamiątkowy w miejscu śmierci W. Omieljaniuka (1980).
W mikrorejonie Południowy Wschód-3 znajdują się wschodniosłowiańskie kurhany z XI wieku.

## Demografia
Według spisu powszechnego z 1999 liczba ludności rejonu  wynosiła 281 670 mieszkańców, a gęstość zaludnienia 8664 os/km², co było wynikiem 1,3 raza wyższym od miejskiej średniej. Skład etniczny: Białorusini 81,8%, Rosjanie 13,7%, Ukraińcy 2,1%. Średni wiek mieszkańców – 32,9 lat (mężczyźni – 32,1; kobiety – 34,3). Emerytem był co 9. mieszkaniec.
Język białoruski mianem ojczystego określiło 74,7% mieszkańców, jednak 71,9% zwykle używało w domu języka rosyjskiego.